# 立定跳高
立定跳高是一項田徑比賽項目，曾於1900年至1912年期間在奧運會上舉行。它的表現方式與跳高相同，不同之處在於運動員不可以助跑，必須靜止不動並雙腳一起起跳。
雷·尤里是奧運時期最優秀的運動員，於1900年7月16日創下立定跳高世界紀錄（1.65米）。他在立定跳远和立定三級跳方面也非常成功。這項比賽曾經享有廣泛的競爭，自1900年至1912年在奧運田徑項目中出現，亦出現在1922年和1926年的女子世界運動會。這項比賽在20世紀初期曾在美國的業餘田徑聯盟錦標賽中作為室內項目進行。雖然在20世紀其受歡迎程度減少，但在斯堪的納維亞國家仍然保持較長時間的錦標賽地位。
目前立定跳高世界最好的成績是1980年由瑞典運動員鲁内·阿尔文創下的1.90米，打破當時瑞典紀錄和非官方的世界紀錄，後來他再次跳出1.90米。挪威紀錄是1983年由Sturle Kalstad創下的1.82米。